# Министерство на външните работи (Руска федерация)
Министерство на външните работи на Руската федерация (на руски: Министерство иностранных дел Российской Федерации), съкратено МИД России – федерален орган на изпълнителната власт на Русия, осъществяващ държавното управление в областта на отношенията на Руската федерация с чужди страни и международни организации.
Министерството се намира под ръководството на президента на Руската федерация и отговаря по въпросите определени му от Конституцията и в съответство със законодателни актове на Руската федерация.
Оглавява се от министър на външните работи; от 2004 година постът заема Сергей Викторович Лавров.
МИД Русия (1946 – 1992 под името МИД РСФСР) е образуван като Народен комисариат за външните работи на 1 февруари 1944 година и съществува паралелно с МИД СССР.

## Дейности на Министерството на външните работи
Министерството на външните работи – федерален орган на изпълнителната власт, осъществяващ функции по разработка и реализация на държавни политики и нормативно-правови регулирания в сферата на вмеждународните отношения на Руската федерация.
Ръководството на дейността на външнополитическото ведомство се осъществява от президента на Руската федерация.
Главна задача на министерството – разработка на общи стратегии за външна политика, представяне на съответните предложения на президента и осъществяване на външнополитическия курс.
МИД извършва своята дейност непосредствено и чрез дипломатически представителства и консулски учреждения, представителства на Руската федерация в международни организации, териториални органи – представителства на министерството на територията на Русия. В системата на МИД влизат: централен апарат; задгранични учреждения; териториални органи; организации, под ръководството на МИД Русия, които обезпечават дейността му на територията на страната.
В своята дейност, министерството се ръководи от Конституцията, федералните конституционни закони, федерални закони, актове на президента и правителството, международни договори.
Министерството на външните работи (МИД) се оглавява от министър на външните работи, назначен от президента, по предложение на министър-председателя. Министърът носи лична отговорност за упражняването на определените на МИД пълномощия и осъществяването на държавната политика в установената сфера на дейност. Министърът има и заместници, които също биват назначавани от президента. Генералният директор на Министерството на външните работи отново е назначаван от президента.

### Министър на външните работи
Министърът на въшните работи – глава на външнополитическото ведомство. Той представлява Русия на двустранни и многостранни преговори и подписва международни договори; разпределя задълженията между своите заместници и генералния директор; утвърждава решения, относно структурните поздразделения на централния апарат; назначава на длъжност ръководните постове в централния апарат, задграничните учреждения и териториалните органи.

#### Министри на външните работи на Русия след разпада на СССР
- Андрей Владимирович Козирев – от октомври 1990 до януари 1996
- Евгений Максимович Примаков – от януари 1996 до септември 1998
- Игор Сергеевич Иванов – от септември 1998 до март 2004
- Сергей Викторович Лавров – от 9 март 2004 г.

### Заместник-министри на външните работи
Заместник-министрите по данни от 2013 са както следва:
- Титов, Владимир Генадиевич – първи заместник (отношения с европейските страни)
- Карасин, Григорий Борисович – щатски секретар (отношения със страните от ОНД, отношения с други държавни органи)
- Богданов, Михаил Леонидович – (отношения със страните от Африка и Близкия изток)
- Мешков, Алексей Юриевич – (отношения с европейските организации, страните от Западна и Южна Европа)
- Рябков, Сергей Алексеевич (отношения със страните от Америка, въпросите за безопасност и разоръжаване, участието на Русия в Г8)
- Гатилов, Генадий Михайлович (въпросите за участие в ООН и други международни организации, правата на човека)
- Моргулов, Игор Владимирович (отношения със страните от Азия)
- Небензя, Василий Алексеевич

### Генерален директор на Министерството на външните работи
Сергей Илич Мареев, (с указ на президента на Руската федерация от 6 април 2012 година № 405)

### Колегия при Министерството на външните работи
В Министерството на външните работи се създава колегия от 23 души в състав министъра (в ролята на председател на колегията), неговите заместници, генералния директор, а също така и други ръководни лица в системата на МИД Русия. Съставът на колегията се утвърждава от президента по предложение на министъра. Колегията разглежда най-вече важни въпроси, относно дейността на МИД и приема съответните решения. Решенията на колегията се осъществяват, като заповед от министъра. В случай на разногласие между председателя на колегията и нейните членове, решението взема председателят, като докладва за възникналите разногласия на президента.

### Постоянно представителство на Русия приООН
Постоянното представителство на Русия при ООН е едно от най-важните задгранични учреждения на Министерството на външните работи. То осъществява преговори от името на Руската федерация по най-важните проблеми на международните отношения. Представителството бива оглавявано от постоянен представител, назначен от президента по предложение на министъра на външните работи. Той представлява Русия във всички структури на ООН, включително на заседанията на Съвета за сигурност. В особени случаи, неговото място може да бъде заето лично от министъра на външните работи.
По количество сътрудници, руското представителство е едно от най-големите в ООН.

## Структура на Министерството на външните работи на Русия
Структурата на централния апарат на МИД, включва в себе си подразделения, повечето от които носят името департаменти. Департаментите от своя страна се делят на отдели. Департаментите и отделите се оглавяват съответно от директори и началници. Съгласно указ на президента на Руската федерация от 11 септември 2007 година № 1163, Министерството се разделя на 39 департамента. По своето назначение, департаментите се разделят на териториални (зависещи от отношенията на Русия с чуждестранни правителства, групирани по условни региони) и функционални (По своему назначению департаменты разделяются на территориальные (отношения России с иностранными государствами, группируемыми по условным регионам) и функциональные (по възложени функции). Във всеки департамент работят 30 – 60 дипломата.
Освен това при Министерството на външните работи действат още четири подразделения: Главно индустриално-търговско управление за обслужване на дипломатическия корпус на МИД Русия, Дипломатическа академия, Московски държавен институт по международни отношения, Колеж на МИД Русия и Руски център по международно научно и културно сътрудничество.

### Териториални департаменти
- Втори департамент за страни от ОНД (Беларус, Молдова, Украйна)
- Трети департамент за страни от ОНД (Казахстан, Киргизстан, Таджикистан, Туркменистан, Узбекистан)
- Четвърти департамент за страни от ОНД (Армения, Азербайджан, Грузия)
- Първи европейски департамент (Андора, Белгия, Ватикана, Италия, Испания, Люксембург, Малта, Монако, Холандия, Португалия, Франция)
- Втори европейски департамент (Великобритания, Дания, Ирландия, Исландия, Латвия, Литва, Норвегия, Финландия, Швеция, Естония)
- Трети евриоейски департамент (Австрия, Унгария, Лихтенщайн, Полша, Словакия, Германия, Чехия, Швейцария)
- Четвърти европейски департамент (Албания, България, Босна и Херцеговина, Гърция, Кипър, Румъния, Сърбия, Словения, Турция, Хърватия, Черна Гора)
- Департамент Северна Америка (САЩ, Канада)
- Латиноамерикански департамент (Централна и Южна Америка)
- Департамент Близък изток и Северна Африка (Алжир, Бахрейн, Египет, Израел, Йордания, Ирак, Йемен, Катар, Кувейт, Ливан, Либия, Мавритания, Мароко, ОАЕ, Оман, Палестинска национална автономия, Саудитска Арабия, Сирия, Судан, Тунис)
- Департамент Африка (Африка на юг от Сахара)
- Департамент за азиатско и тихоокеанско сътрудничество
- Първи азиатски департамент (Китай, КНДР, Монголия, Република Корея)
- Втори азиатски департамент (Афганистан, Бангладеш, Индия, Иран, Малдивите, Непал, Пакистан, Шри-Ланка)
- Трети азиатски департамент (Австралия, Бруней, Виетнам, Индонезия, Камбоджа, Лаос, Малайзия, Мианмар, Нова Зеландия, Океания, Сингапур, Тайланд, Филипините, Япония)

### Функционални департаменти
- Департамент за външнополитическо планиране
- Департамент за международните организации
- Първи департамент за страните от ОНД (общи въпроси за сътрудничеството в рамките на ОНД)
- Департамент по въпросите за неразпространение и контрол над въоръжението
- Департамент по въпросите за нови предизвикателства и заплахи
- Департамент за хуманитарно сътрудничество и правата на човека
- Департамент за информацията и пресата
- Департамент за общоевропейско сътрудничество
- Департамент за икономическо сътрудничество
- Правов департамент
- Департамент за работа със сънародници в чужбина
- Департамент за връзка със субекти на федерацията, парламента и обществено-политически организации
- Департамент за човешките ресурси
- Консулски департамент
- Департамент за държавния протокол
- Департамент по сигурността
- Департамент за информационно обезпечение
- Историко-документален департамент
- Административен департамент
- Валутно-финансов департамент
- Департамент за капитално строителство и собственост зад граница
- Департамент по дипломатическо-куриерските връзки
- Департамент по специалните връзки

|  | Тази страница частично или изцяло представлява превод на страницата „Министерство иностранных дел Российской Федерации“ в Уикипедия на руски. Оригиналният текст, както и този превод, са защитени от Лиценза „Криейтив Комънс – Признание – Споделяне на споделеното“, а за съдържание, създадено преди юни 2009 година – от Лиценза за свободна документация на ГНУ. Прегледайте историята на редакциите на оригиналната страница, както и на преводната страница, за да видите списъка на съавторите. ВАЖНО: Този шаблон се отнася единствено до авторските права върху съдържанието на статията. Добавянето му не отменя изискването да се посочват конкретни източници на твърденията, които да бъдат благонадеждни. |